# Dolmen von La Briande

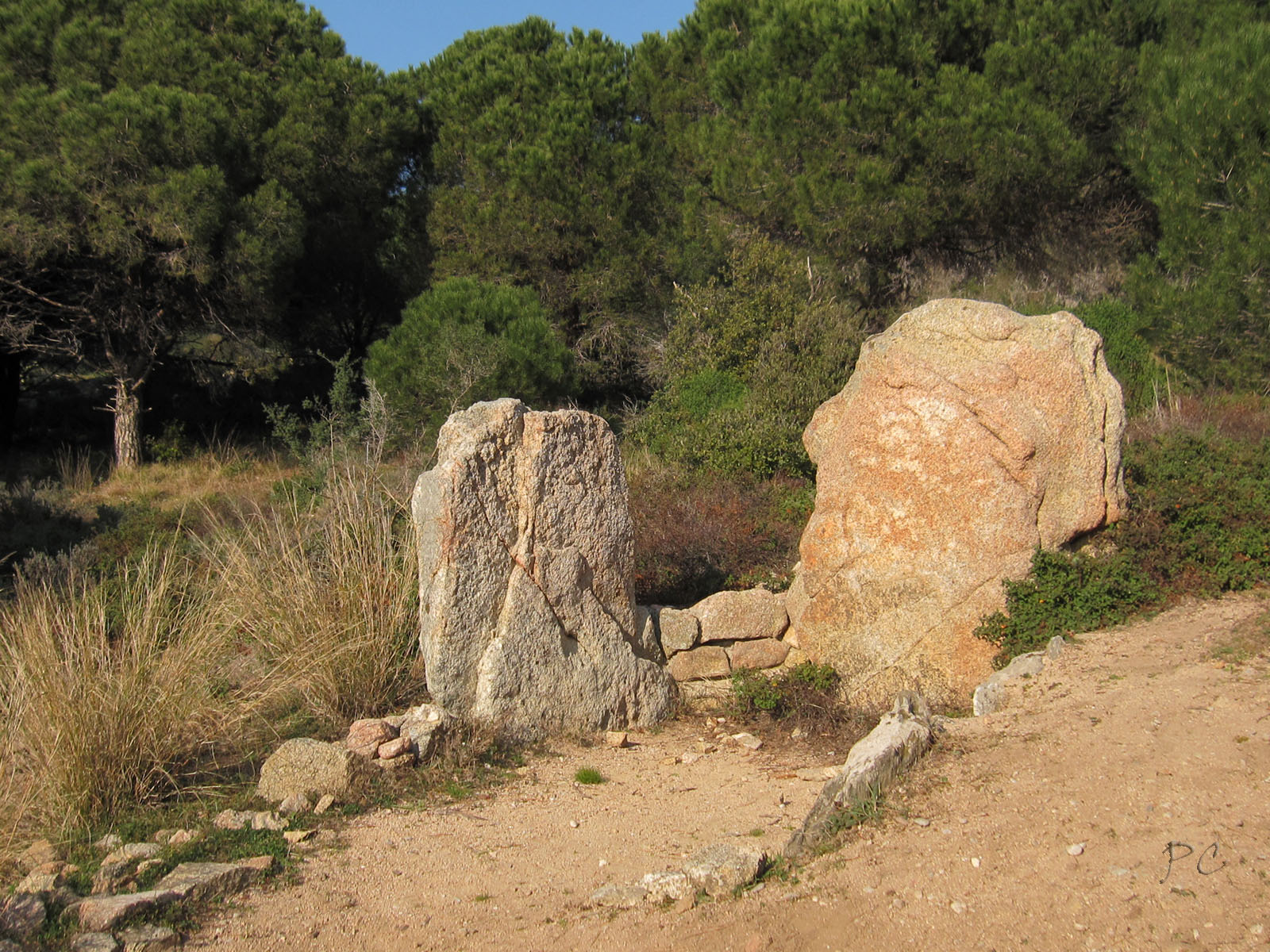
Dolmen von Briande

Der restaurierte Dolmen von La Briande ist ein Dolmen in Ramatuelle, östlich von „La Bastide Blanche“  im Département Var in Frankreich. Er darf nicht mit den „Dolmen von Briande 1 und 2“ im Département Vienne verwechselt werden. Dolmen ist in Frankreich der Oberbegriff für neolithische Megalithanlagen aller Art (siehe: Französische Nomenklatur).

## Beschreibung
Der südlichste Dolmen im Département Var liegt auf einem Hügel etwa 300 m vom Meer. Obwohl beschädigt, ist die Architektur der rechteckigen Kammer gut erkennbar. Sie wird durch zwei Orthostaten aus Granit begrenzt. Abgeschlagene Platten aus Gneis, die durch niedriges Trockenmauerwerk verbunden sind, liegen auf der ehemaligen Kammerkante. Der Deckstein fehlt. Der Boden war mit Kieseln marinen Ursprungs gepflastert.  Ein Gang oder Zugang ist nicht erhalten. Der Dolmen wurde von Helen Barge und Eric Mahieu restauriert.
Nach Oscar Rappaz, der den Dolmen im Jahr 1935 fand, war die Kammer im südlichen Teil in zwei bis drei durch Schieferplatten getrennte kleine Bereiche unterteilt. Die Ausgrabung erbrachte lanzettförmige Pfeilspitzen aus Feuerstein und einige Anhänger aus glasartigem Quarz und Serpentin sowie Scheibenperlen.